# دروكسيدوبا
دروكسيدوبا (بالإنجليزية: Droxidopa)‏؛ هو سالف حمض أميني مُصطنَع حيويًّا، يعمل دواءً أوليًّا للناقل العصبي نورإبينفرين (نورأدرينالين). وعلى عكس النورإبينفرين، فإن دروكسيدوبا قادرٌ على عبور الحاجز الدموي الدماغي (BBB) الواقي.

## الاستخدامات الطبية
يُستعمَل دروكسيدوبا في الحالات الآتية:
- هبوط الضغط الانتصابي (NOH)، ونقص بيتا هيدرولاز الدوبامين،[3] إضافةً إلى نقص بيتا هيدرولاز الدوبامين المرتبط بالضمور الجهازي المتعدد (MSA)، واعتلال الأعصاب النشواني العائلي (FAP)،[4] وكذلك فشل الجهاز العصبي الذاتي الخالص (PAF).[5]
- انخفاض ضغط الدم (IDH) أو الديال الدموي الناجم عن انخفاض ضغط الدم.[6]
- المشية الباركنسونية (استخدام غير رسمي).[7][8][9]

## الآثار الجانبية
مع مرور أكثر من 20 عامًا في السوق، أثبت عقار دروكسيدوبا أن له آثارًا جانبية قليلة، معظمها آثار جانبية خفيفة. وتشتمل الآثار الجانبية الأكثر شيوعًا، والتي تم الإبلاغ عنها في التجارب السريرية: الصداع، الدوخة، والغثيان، وارتفاع ضغط الدم، والإرهاق.

## علم العقاقير
دروكسيدوبا هو دواءٌ أوليٌّ للناقل العصبي نورإبينفرين، يُستَعمل لزيادة تركيزه في الجسم وفي الدماغ. وتستقلِّبه نازعة كربوكسيل L-الحمض الأميني العطري (AAAD)، والمعروف كذلك باسم «نازعة كربوكسيل دوبا» (DDC).

## الكيمياء الحيوية
عقار دروكسيدوبا مماثل كيميائيًّا لمادة الليفودوبا. حيثُ أن الليفودوبا يعمل مركباً طليعيًّا ودواءً أوليًّا للدوبامين، والدروكسيدوبا مركبٌ طليعيٌّ ودواءٌ أوليٌّ للنورإبينفرين.

## الأبحاث العلمية
دُرِسَ عقار دروكسيدوبا بمفرده، وبالإشتراك مع الكاربيدوبا في علاج اضطراب نقص الانتباه وفرط النشاط (ADHD).

## روابط خارجية
- "دروكسيدوبا". بوابة المعلومات الدوائية. المكتبة الوطنية الأمريكية للطب. مؤرشف من الأصل في 2022-11-29.